# Roosevelt Avenue / 74th Street
Roosevelt Avenue / 74th Street – stacja metra nowojorskiego, na linii 7, E, F, M i R. Znajduje się w dzielnicy Queens, w Nowym Jorku. Została otwarta 21 kwietnia 1917.